# وزارة المالية (سلطنة عمان)
وزارة المالية العُمانية هي الوزارة المسؤولة عن إعداد ميزانيات سلطنة عُمان ورسم السياسة المالية والاقتصادية في عُمان.

## التاريخ
انشأ أول جهاز للمالية في سلطنة عُمان في يناير عام 1941 وكانت الشؤون المالية قبل عام 1971 تدار من قبل السلطان شخصيًا. وقد استمرت دائرة الشؤون المالية في مرحلة تأسيس الجهاز الإداري للدولة عام 1970 بنفس المسمى وتكونت بداية من ثلاث دوائر الأولى للخزانة المركزية والثانية لتدقيق الحسابات والثالثة للحسابات المركزية اضيفت لها الجمارك والتخطيط المالي.

## اختصاصات الوزارة
تشمل اختصاصات وزارة المالية العُمانية ما يأتي:
1 - اقتراح السياسات والخطط المالية والإجراءات اللازمة لتنفيذها ورفعها إلى المجالس المختصة لإقرارها.
2 - تنفيذ السياسات والخطط المالية المعتمدة، ومتابعة تنفيذها.
3 - دراسة وتحليل المتغيرات المالية الدولية أو الإقليمية ومدى تأثيرها على السياسات والخطط المالية.
4 - دراسة وتقييم الأداء المالي لأنشطة القطاعات الاقتصادية وتطورها واتجاهاتها، وذلك بالتنسيق مع الجهات المعنية.
5 - العمل على تنمية وتطوير العلاقات في المجالات المالية فيما بين السلطنة وغيرها من الدول.
6 - تحديد مجالات التعاون مع المنظمات والمؤسسات المالية الدولية والإقليمية والعمل على تنمية وتطوير هذه المجالات بالتنسيق مع الجهات المعنية.
7 - إجراء المفاوضات المتعلقة بالاتفاقيات الدولية الداخلة في نطاق اختصاص الوزارة ومتابعة تنفيذ قرارات اللجان المشتركة المشكلة في إطارها.
8 - تمثيل السلطنة في المؤتمرات المالية.
9 - إعداد مشروع الموازنة العامة للدولة بعد مناقشتها مع الوزارات والوحدات الحكومية المعنية.
10 - اتخاذ الإجراءات اللازمة لترشيد الإنفاق العام.
11 - اتخاذ الإجراءات اللازمة لترشيد الإنفاق العام.
12 - فتح الاعتمادات للوزارات والوحدات الحكومية المختلفة وسداد سندات الصرف الخاصة بها وفقا للقواعد المقررة في هذا الشأن.
13 - اتخاذ الإجراءات اللازمة لربط وتحصيل كل من ضريبة الدخل على الشركات وضريبة الأرباح على المؤسسات وغيرهما من الضرائب العامة وكذلك الإعفاء منها بالتطبيق للقوانين والنظم المعمول بها.
14 - عقد القروض العامة وتسديدها وفقا للقواعد والإجراءات المقررة لذلك.
15 - مسك حسابات الدولة وتبويب وتسجيل العمليات المالية وفقا للنظام المحاسبي الحكومي واعداد الحساب الختامي للدولة.
16 - متابعة تنفيذ الموازنة العامة للدولة.
17 - الرقابة على الأموال المملوكة للدولة وفقا للقواعد المقررة، واتخاذ الإجراءات اللازمة في حالة اكتشاف أية مخالفات مالية أو لمنع وقوعها
18 - إدارة الأموال المملوكة للدولة ملكية خاصة والتصرف فيها وفقا للقواعد المقررة.
19 - إبداء الرأي فيما تعده الوزارات والوحدات الحكومية من مشروعات القوانين والمراسيم السلطانية والقرارات التي ترتبط بالسياسات المالية والضريبية قبل اتخاذ إجراءات إصدارها.
10 - مباشرة أية اختصاصات أخرى مقررة بمقتضى القوانين والمراسيم السلطانية.
11 - العمل على تأهيل وتدريب الموظفين العمانيين العاملين في الوزارة.